# Guli Hamroyeva
Guli Razzoqovna Hamroyeva (russisch Гули Раззаковна Хамраева, * 2. Dezember 1946 in Taschkent; † 16. April 2023) war eine usbekisch-sowjetische Ballerina und Pädagogin, deren kreative Karriere mit dem Navoi-Theater (Taschkent) verbunden ist.

## Leben
Die Tochter des Schauspielers Razzoq Hamroyev schloss Im Jahr 1966 die Choreographische Schule in Taschkent mit dem Fach „Ballettkünstler“ ab und wurde dann in die Balletttruppe des Navoi-Theaters aufgenommen.
Sie tanzte als Primaballerina in den Stücken „Bachtschissarai—Brunnen“ (Zarema), „Don Quixote“ (Kitri), „La Esmeralda“ (Esmeralda), „Spartacus“ (Aegina), „Liebesmaskottchen“ (Chundari), „Giselle“ (Myrte), „Schwanensee“ (spanischer Tanz, Odette-Odillia), „Cinderella“ (Stiefmutter), „Spanische Miniaturen“ (spanisch), „Carmen“ (Carmen), „Le Corsaire“ (Gulnara), „Aschenputtel“ (spanische Tänzerin), „Die Abenteuer von Nasreddin“ (Nasreddins Frau), „Cleopatra“ (Cleopatra), „Die lebenden Miniaturen“ (Kanisak). Ihr Tanz war von Lyrik, psychologischer Tiefe, einer seltenen Harmonie von Bewegungen und choreographischen Gesten geprägt.
Sie spielte in den Filmen Dilorom (Dilorom), Semurg (Parisode). Dem Leben und Schaffen einer Ballerina ist der Film Bolero (1995) gewidmet. Im Jahr 2001 absolvierte sie die Staatliche Hochschule für Choreographie und Volkstanz in Taschkent mit dem Fach Regie-Ballettmeister. Sie war in den Jahren 2000 bis 2002 Ballettdirektorin, ab 2002 arbeitete sie als Theaterpädagogin. Ab 2002 war sie Rektorin der Staatlichen Hochschule für Nationalen Tanz und Choreographie in Taschkent (heute: Staatliche Akademie für Choreographie Usbekistans, Государственная академия хореографии Узбекистана - Gossudarstwennaja akademija choreografii Usbekistana).
Sie starb am 16. April 2023 im 77. Lebensjahr.

## Ehrungen
- Volkskünstler der Usbekischen SSR (1983)